# Ataenidia conferta
Ataenidia conferta är en strimbladsväxtart som först beskrevs av George Bentham, och fick sitt nu gällande namn av Milne-redh. Ataenidia conferta ingår i släktet Ataenidia och familjen strimbladsväxter. Inga underarter finns listade.